# Martin Johansson (författare)
Martin Johansson, född 1973, mer känd under sitt bloggarnamn Pain de Martin, är en svensk bloggare, författare och art director.
Johansson startade sin blogg Pain de Martin 2007 och Lite mer bröd 2011. Bloggarna handlar om brödbak, speciellt att baka bröd på surdeg. 2008 mottog han Matbloggspriset. 2010 fick han Allt om mats Stora matpriset. Johansson har släppt sex böcker; en bok 2009, en 2010, en 2012 en 2017, en 2019 och en 2024. De tre förstnämnda är utgivna på Natur & Kultur och de tre senare är utgivna på Bonnier Fakta.